# Wayne Robinson
Wayne Howard Robinson (* 19. April 1958 in Greensboro (North Carolina)) ist ein ehemaliger US-amerikanischer Basketballspieler.

## Leben
Robinson spielte als Schüler Basketball in seiner Geburtsstadt Greensboro sowie als Student an der Virginia Tech University. Für die Hochschulmannschaft brachte er es zwischen 1976 und 1980 auf insgesamt 1283 Punkte (im Durchschnitt 11,2 je Begegnung). Beim Draftverfahren der NBA im Jahr 1980 gingen die Rechte an Robinson an die Los Angeles Lakers. Für die Kalifornier spielte er jedoch nie. Robinson stand 1980/81 in der NBA in Diensten der Detroit Pistons, für die er in 81 Einsätzen im Mittel 7,9 Punkte erzielte.
Von 1981 bis 1983 spielte er für Pallacanestro Trieste in Italien. Die titelreichste Zeit seiner Laufbahn waren seine drei Jahre bei Real Madrid: 1984 gewann er mit Real den Europapokal der Pokalsieger sowie die spanische Meisterschaft. In den Spieljahren 1984/85 sowie 1985/86 errang Robinson mit der Mannschaft jeweils den spanischen Meistertitel sowie den Sieg im spanischen Pokalwettbewerb. 1985 stand er mit Real im Endspiel des Europapokals der Landesmeister. Robinson erzielte 22 Punkte und war damit bester Korbschütze seiner Mannschaft, verlor das Spiel aber gegen KK Cibona Zagreb um Dražen Petrović. Noch im Februar 1984 hatte Robinson mit Real im Halbfinale des Europapokals der Pokalsieger Zagreb geschlagen und dabei 29 Punkte erreicht. Denkwürdige Auftritte in europäischen Vereinswettbewerben gelangen dem US-Amerikaner auch im Mitte März 1985 (30 Punkte im Europapokal der Landesmeister gegen Virtus Rom) sowie im Dezember 1985, als er gegen Maccabi Tel Aviv auf 42 Punkte kam.
Nach seiner Zeit bei Real Madrid verstärkte Robinson von 1986 bis 1988 Cacaolat Granollers und nach einigen Jahren Unterbrechung TDK Manresa. Mit beiden Mannschaften spielte er ebenfalls in der ersten spanischen Liga und zum Abschluss seiner Laufbahn beim Zweitligaverein Juventud Alcalá. In der ersten spanischen Liga kam Robinson auf eine Gesamtzahl von 173 Spielen (16,2 Punkte je Begegnung). Seinen besten Saisonpunktewert erreichte er 1987/88, als er für Granollers im Mittel 20,5 Punkte je Einsatz verbuchte.
Robinson wurde beruflich in seinem Heimatland als Pastor tätig. 2003 erhielt er Aufnahme in die Sportlerruhmeshalle der Virginia Tech University.